# Miguel Jácome de Luna
Miguel Jácome de Luna foi um magistrado e político português que viveu na segunda metade do século XVI.

## Biografia
Filho de Jácome Rodrigues de Luna, Comendador de Brito na Ordem de Cristo, bisneto por varonia de Álvaro de Luna, e de sua mulher Maria Barbosa de Castro.
Licenciado em Leis pela Faculdade de Leis da Universidade de Coimbra.
Foi Juiz dos Cavaleiros e nomeado Corregedor da cidade de Évora por Alvará de 10 de Novembro de 1573, cargo do qual tomou posse a 1 de Janeiro de 1574, Juiz Desembargador da Casa do Cível a 2 de Janeiro de 1577 e Juiz Desembargador dos Agravos da Casa da Suplicação a 8 de Novembro de 1577 e Conservador da Casa da Moeda a 2 de Julho de 1586, época em que também exercia o cargo de Vereador do Senado da Câmara de Lisboa em 1586, etc.
Foi Secretário de Estado do Reino de Portugal.
Foi, com seu irmão João Jácome de Luna, ambos moradores em Viana da Foz do Lima, casado com Maria de Brito, com geração, Fidalgo de Cota de Armas de Lucas, Soares de Albergaria, de Sousa dos Senhores do Prado e Barreto com timbre de Lucas, passado por Diogo de São Romão em Lisboa, a 26 de Março de 1586. Foi, ainda, irmão de Pedro Barbosa de Luna.
Casou com sua parente D. Genebra Barbosa Aranha, filha de Rui Vaz Aranha, o Moço, e de sua mulher D. Joana Garcia da Cunha da Rocha, da qual teve Pedro Barbosa de Luna.